# Фрэзер, Джеймс Бэли
Джеймс Бэли Фрезер (англ. James Baillie Fraser; 1783—1856) — английский путешественник, дипломат, писатель

 и художник.

## Биография
Джеймс Фрэзер родился в Рилиге (ныне округ Хайленд) близ портового города Инвернесс; он был старшим из пяти сыновей Эдварда Сэтчела Фрейзера (англ. Edward Satchel Fraser; 1751–1835) и его жены Джейн (англ. Jane Fraser). Вырос в родовом поместье; учился у репетитора в Эдинбурге. 
С 1799 по 1811 год он жил в Гвиане и руководил принадлежавшими семье сахарными плантациями в Бербиче; в вернулся из Вест-Индии в 1806 году из-за плохого здоровья. Все его братья путешествовали по Востоку и сделали успешную карьеру.
В 1815 году, вместе со своим братом Уильямом (1784—1835), Джеймс Бэли Фрэзер совершил путешествие в Гималаи для обследования истоков реки Ганг; дневник этой экспедиции был издан в Лондоне в 1820 году. 

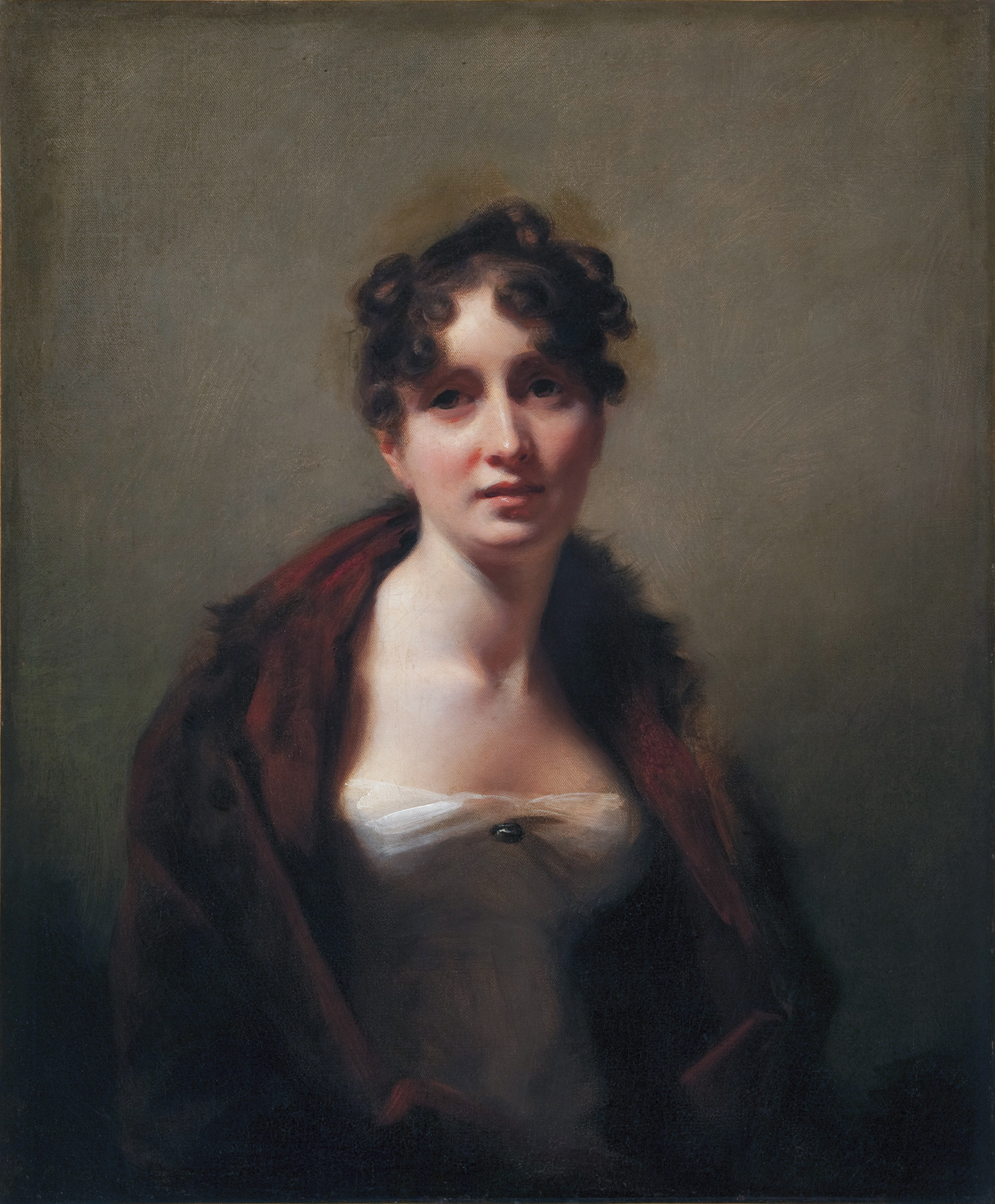
Джейн Фрейзер Титлер — супруга Фрэзера
(художник Генри Ребёрн)

В 1823 году, будучи на дипломатической службе в Персии, Фрэзер проехал верхом через Малую Азию в Тегеран, сделав по пути ряд ценных картографических наблюдений и первый довольно подробно описал азиатские страны, практически не известные до тех пор в Европе. Ему удалось войти и зарисовать мечети и персидские святыни, в которые раньше не заходил ни один европеец. Он оставил после себя описание своих путешествий и ряд рассказов и романов. Несмотря на вышесказанное, в «Энциклопедическом словаре Брокгауза и Ефрона» о Фрэзере говорится следующее: «Как исследователю ему недоставало специальных знаний, как писателю — таланта». Это субъективное и резко негативное мнение неизвестного автора более нигде не повторяется (даже в излишне политизированной «Большой советской энциклопедии») и, вероятнее всего, является отголоском Крымской войны, где Британия и Российская империя стояли по разные стороны фронта.
Джеймс Бэли Фрэзер умер в своем имении в Рилиге 23 января 1856 года.
Был женат на Джейн Фрейзер Титлер (англ. Jane Fraser Tytler), но не оставил после себя наследников; и хотя, во время пребывания в Индии, имел несколько любовниц-индианок (биби), официальные данные о его детях отсутствуют.

## Галерея
Избранные картины Фрэзера: